# サウスバンク・センター

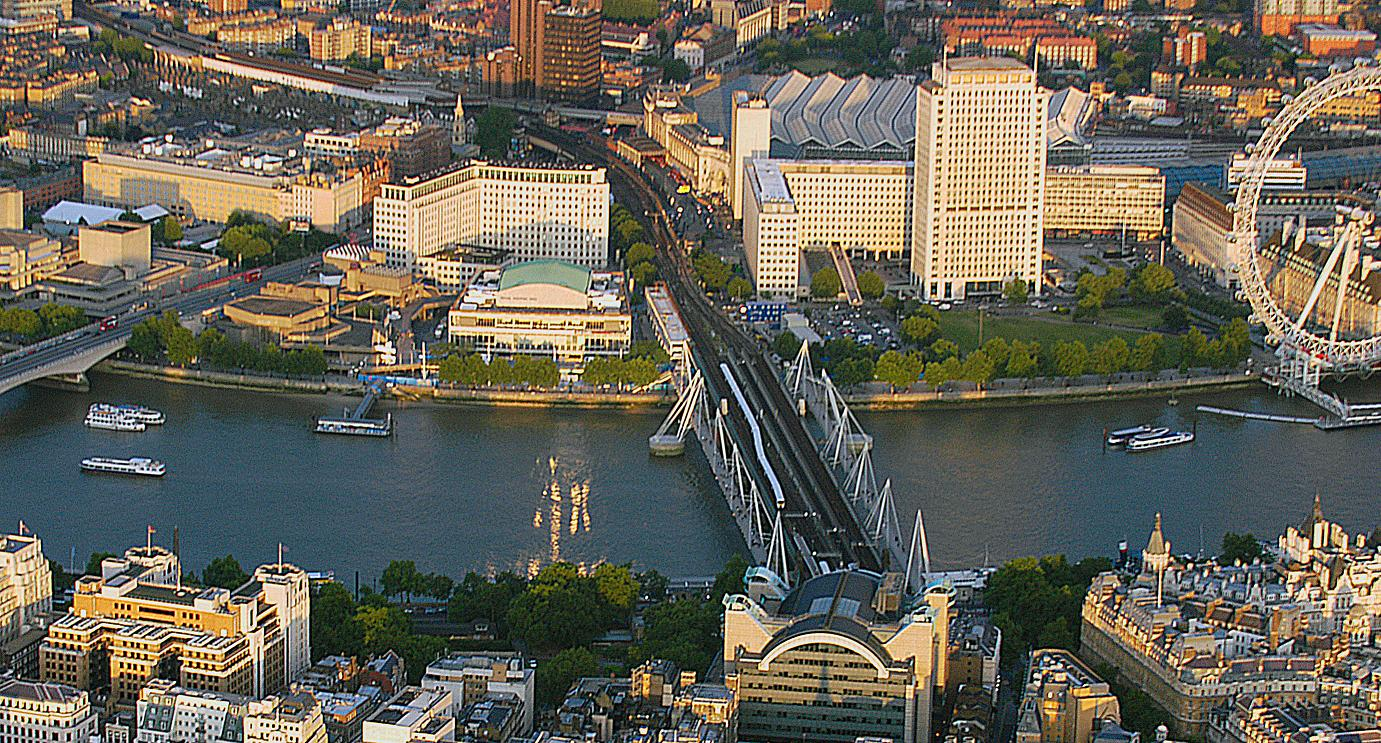
サウスバンク・センターの21エーカーの土地（ウォータールー橋～ロンドン・アイ）

サウスバンク・センター（英: Southbank Centre）は、イギリスのロンドンにある芸術関連複合施設である。カウンティ・ホールとウォータールー橋の中間に位置し、テムズ川のサウスバンクに面している。ロイヤル・フェスティバル・ホール、クイーン・エリザベス・ホール、ヘイワード・ギャラリーの3つの建物から構成される、ヨーロッパ最大規模の芸術施設である。
2007年初頭にブランドを変更する以前は、現在の「Southbank Centre」（「Southbank」が一語）ではなく、「South Bank Centre」（SouthとBankが二語）として知られていた。
ホールでは毎年、音楽、ダンス、文学などの1,000を超える有料プログラムが催されるほか、ロビーでの無料プログラムや教育イベントが300以上実施され、年間300万人以上が来場する。さらに、ヘイワード・ギャラリーでは、年間3〜6回の美術展が開催されている。

## 施設概要
- ロイヤル・フェスティバル・ホール（座席数2,900席）
- クイーン・エリザベス・ホール: ロイヤル・フェスティバル・ホールに併設するホールで、フィルハーモニア管弦楽団の本拠地であるのみならず、BBCコンサート・オーケストラのラジオ公開収録や、1960年のユーロビジョン・ソング・コンテストを開催している。座席数は917席。
- パーセル・ルーム（座席数370席）
- ヘイワード・ギャラリー

## 本拠地とする楽団
- ロンドン・フィルハーモニー管弦楽団
- フィルハーモニア管弦楽団
- ロンドン・シンフォニエッタ
- エイジ・オブ・インライトゥメント管弦楽団